# Genadi Petrow
Genadi Plamenow Petrow (bulgarisch Генади Пламенов Петров; * 16. November 1981 in Sofia) ist ein ehemaliger bulgarisch-portugiesischer Fußballspieler und nunmehriger -trainer.

## Karriere

### Als Spieler
Petrov wechselte zur Saison 1999/2000 nach Österreich zum Zweitligisten SV Braunau, den er jedoch ohne Einsatz im November 1999 wieder verließ. Ab der Saison 2002/03 spielte er in Portugal beim Imortal DC. Zur Saison 2004/05 wechselte er zum FC Ferreiras.
Im Januar 2007 wechselte er ein zweites Mal nach Österreich, wo er sich dem fünftklassigen ATSV Stadl-Paura anschloss. Bis Saisonende kam er zu elf Einsätzen für die Oberösterreicher in der Landesliga, in denen er acht Tore erzielte, zu Saisonende stieg er mit dem Verein jedoch in die Bezirksliga ab. In dieser kam er in der Saison 2007/08 zu 26 Einsätzen, in denen er 24 Tore erzielte. In der Saison 2008/09 gelangen ihm 27 Treffer in 26 Spielen, mit dem Verein verpasste er als Vizemeister jedoch knapp den Aufstieg. In der Spielzeit 2009/10 kam er in 23 Spielen in der sechsthöchsten Spielklasse zum Einsatz und erzielte dabei 34 Tore, als Drittplatzierter verpasste er mit Stadl-Paura jedoch erneut knapp den Aufstieg. In der Saison 2010/11 konnte man schließlich Meister der Bezirksliga Süd werden und stieg wieder in die Landesliga auf, Petrow steuerte zum Meistertitel 21 Treffer in 21 Spielen bei. In der fünfthöchsten Spielklasse kam er in der Saison 2011/12 zu 25 Einsätzen, in denen er 21 Tore machte.
Nach 132 Spielen für Stadl-Paura, in denen er 135 Tore erzielte, verließ er den Verein nach der Saison 2011/12 und wechselte zur siebtklassigen Union Gunskirchen. Für Gunskirchen kam er zu 26 Einsätzen in der 1. Klasse, in denen er 29 Tore erzielte. Zur Saison 2013/14 kehrte er zu Stadl-Paura zurück. Mit Stadl-Paura konnte er zu Saisonende als Meister der Landesliga West in die OÖ Liga aufsteigen. Petrow kam er der ersten Spielzeit nach seiner Rückkehr zu 21 Einsätzen, in denen er neun Tore erzielte.
Nach elf weiteren Einsätzen in der vierthöchsten Spielklasse wechselte er in der Winterpause der Saison 2014/15 zum fünftklassigen FC Andorf, wo er neben seiner Tätigkeit als Spieler auch Trainer wurde. Als Tabellenletzter übernommen, führte Petrow Andorf mit Platz 10 noch sicher zum Klassenerhalt und steuerte dabei selbst elf Tore in 13 Einsätzen bei. Die Saison 2015/16 beendete mit dem Verein als Siebter, Petrow setzte sich selbst in 19 Spielen ein und erzielte dabei 16 Tore. Nach der Saison 2015/16 verließ er den Fünftligisten.
Daraufhin kehrte er zur Saison 2016/17 abermals zu Stadl-Paura zurück, wo er Spielertrainer bei der sechstklassigen zweiten Mannschaft wurde. Im März 2017 kam er zudem zu seinem Debüt für die inzwischen erneut aufgestiegene erste Mannschaft in der drittklassigen Regionalliga, als er gegen den SC Weiz in der 88. Minute für Mario Petter eingewechselt wurde. Dies blieb sein einziger Regionalligaeinsatz als Spieler. Mit der zweiten Mannschaft beendete er die Spielzeit als Tabellenfünfter, zudem setzte er sich in sieben Spielen selbst ein und erzielte dabei zwei Tore.
Zur Saison 2017/18 wechselte er als Spielertrainer zum ebenfalls sechstklassigen SV Krenglbach. Im November 2017 trennte sich Krenglbach von Petrow. Für Krenglbach kam er vor der Trennung zu fünf Einsätzen in der Bezirksliga.
Nach einem halben Jahr Pause während seiner Tätigkeit bei Urfahr wechselte er zur Saison 2018/19 zum achtklassigen SV Zell/Pettenfirst, für den er sechs Spiele in der 2. Klasse absolvierte und dabei fünf Tore erzielte. In der Winterpause verließ er Zell wieder, dies blieb seine letzte Station als Aktiver.

### Als Trainer
Nach drei Stationen als Spielertrainer wechselte Petrow in der Winterpause der Saison 2017/18 zur achtklassigen SV Urfahr, wo er sich ausschließlich auf die Trainertätigkeit konzentrierte. Die Saison beendete er mit den Linzern auf dem elften Tabellenrang in der 2. Klasse Mitte. Nach der Saison 2017/18 verließ er Urfahr wieder.
Im November 2018 wurde er Trainer des fünftklassigen SC Melk in Niederösterreich. Melk führte er auf den siebten Tabellenrang in der 2. Landesliga West. Zur Saison 2019/20 wurde er, neben seiner Tätigkeit bei Melk, auch Cheftrainer des achtklassigen SV Spitz/Donau. Im Oktober 2019 trennte sich Melk von Petrow. Im Dezember 2019 wurde er neben seiner Tätigkeit bei Spitz auch Trainer des Frauen-Bundesligisten SV Horn.
Im Juni 2020 übernahm er zudem als Nachfolger von Hans Kleer interimistisch die zweitklassige erste Mannschaft der Herren von Horn. Zur Saison 2020/21 wurde er Co-Trainer seines Nachfolgers Alexander Borodjuk. Nachdem Borodjuk Horn allerdings bereits im September 2020 wieder verlassen hatte, wurde Petrow ein zweites Mal interimistisch Cheftrainer. Nach zwei Spielen als Trainer wurde er von Davor Mladina abgelöst. Dieser war allerdings nicht einmal eine Woche im Amt, ehe sich die Horner wieder von ihm trennten und Petrow ein drittes Mal innerhalb von drei Monaten Interimstrainer wurde. Im Oktober 2020 wurde er als Horner Frauen-Trainer von Karlheinz Piringer abgelöst. Die Horner Männer betreute er in einem Pokalspiel, in dem man gegen den Viertligisten ASK Elektra Wien deutlich verlor. Danach wurde er von Alexander Schriebl abgelöst.
Sein Traineramt bei Spitz/Donau endete nach zwei Jahren, danach folgten Christopher Raith, gefolgt von Roland Dallinger, ehe erneut Petrow im September 2023 das Traineramt der Niederösterreicher übernahm. Erst kurz davor hatte er ab Juni 2023 den SC Mautern aus Mautern an der Donau trainiert. Ab Sommer 2021 war er kurzzeitig Jugendleiter des SC Melk, übernahm jedoch nach zwei Monaten dessen Kampfmannschaft, die er bis kurz vor Saisonende 2022/23 trainierte. Den SV Spitz/Donau trainierte Petrow bis zum Saisonende 2023/24 und beendete die Spielzeit mit dem Team auf dem zwölften Platz der siebentklassigen 1. Klasse Nordwest/Mitte.
Gleich im Anschluss kam er zum ASV Schrems in die viertklassige Niederösterreichische Landesliga, nachdem er Klub in der vorangegangenen Saison nur knapp den Aufstieg in die Regionalliga verpasst hatte. Bereits Ende November 2024 wurde er durch den einstigen Profispieler Björn Wagner als Trainer der Schremser abgelöst. Wenige Wochen später wurde bekannt, dass Petrow den in der Winterpause befindlichen ASK Loosdorf aus der sechstklassigen Gebietsliga West übernimmt. Außerdem wurde er im Februar 2025 als Individualtrainer im Nachwuchsbereich des ESV Westbahn Linz tätig.

## Persönliches
Petrow wurde in Sofia in Bulgarien geboren, zog allerdings bereits als Kind nach Portugal und wuchs dort auf.